# Pinus attenuradiata
Pinus attenuradiata là một loài thực vật hạt trần trong họ Thông. Loài này được Stockw. & Righter miêu tả khoa học đầu tiên năm 1946.